# St. Ulrich (Erisried)

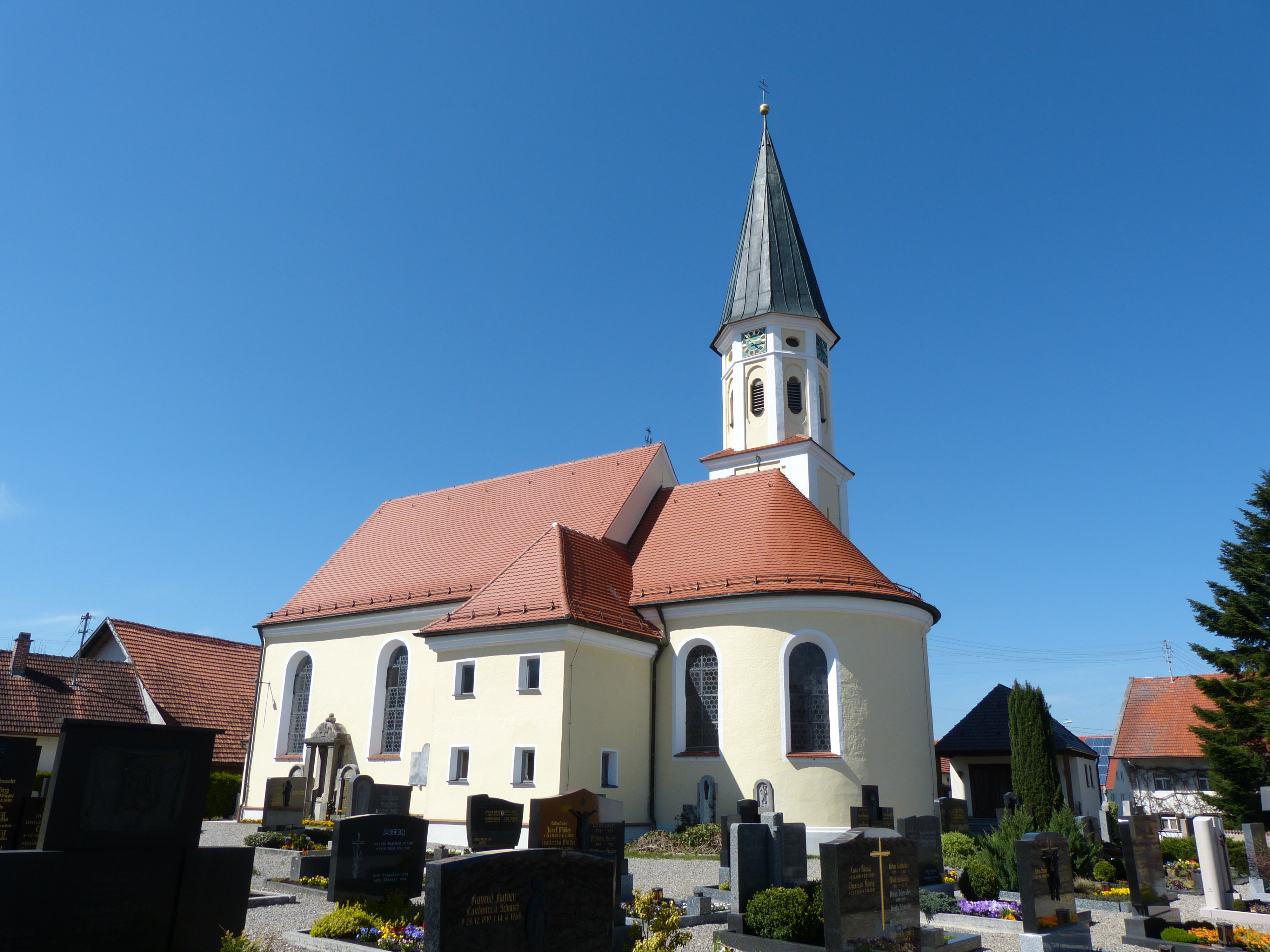
Kirche St. Ulrich in Erisried

St. Ulrich ist eine katholische Pfarrkirche in Erisried, einem Ortsteil von Stetten im Landkreis Unterallgäu. Kirchenpatron ist der heilige Ulrich von Augsburg. Das barocke Kirchengebäude steht unter Denkmalschutz.

## Lage
St. Ulrich steht inmitten des Ortes Erisried. Die geostete Kirche ist von einem mit einer Mauer umfriedeten Friedhof umgeben.

## Geschichte
Die erste Kirche bestand bereits 1167, als der Ottobeurer Abt des Klosters Ottobeuren Isingrim seine große Reliquienschenkung vornahm und auch die Erisrieder Kirche bedachte. König Heinrich VI. bestätigte dem Kloster Steingaden 1189 seinen Besitz am Ort Erisried und an der Kirche mit dem Patronatsrecht. Dieses wurde 1288 von Heinrich von Mindelberg im Tausch gegen die Sontheimer Kirche auf Ewige Zeiten an das Kloster Ottobeuren vergeben. Im Dreißigjährigen Krieg wurde die Kirche vermutlich beschädigt. Die ersten überlieferten Bautätigkeiten führte 1680 der Mindelheimer Schreiner Hans Jakob Geiger aus, indem er einen Unserer lieben Frau geweihten neuen Nebenaltar fertigte. Hans Caspar Zimmermann, der ebenfalls in Mindelheim ansässig war, fasste diesen. Hans Jakob Geiger lieferte 1682 einen neuen Tabernakel mit zwei Engeln. Einen neuen Aufsatz für den Nebenaltar fertigte er 1683. Der Aufsatz mit Gottvater und einem Engelskopf stammt von Albrecht Schropp.
Der Grundstein für den noch bestehenden Turm wurde am 29. März 1686 gelegt. Der Baumeister dürfte wohl Thomas Natterer aus Mindelheim gewesen sein. Die Kirche wurde 1763 wahrscheinlich von Matthäus Kirchmayr aus Eutenhausen neu erbaut, das Dach 1849 erneuert. Zimmerermeister Böck ersetzte die barocke Zwiebelhaube des Kirchturms durch einen Spitzhelm, für den sich die Gemeindemitglieder am 6. August 1862 einstimmig entschieden hatten. Der Chor wurde 1876 neuromanisch umgestaltet und ausgemalt. Ein Jahr später wurde das Langhaus umgestaltet. Dabei wurden auch ein neuer Hochaltar und zwei Seitenaltäre angeschafft und 1889 aufgestellt sowie eine neue Kanzel, eine Schenkung an die Kirchengemeinde, angebracht. Der Turmhelm wurde 1947 erneuert. Eine Renovierung mit dem Versuch, den alten barocken Zustand der Kirche wiederherzustellen, fand 1954 statt. Außen wurden Kirche und Turm 1976 renoviert.

## Baubeschreibung

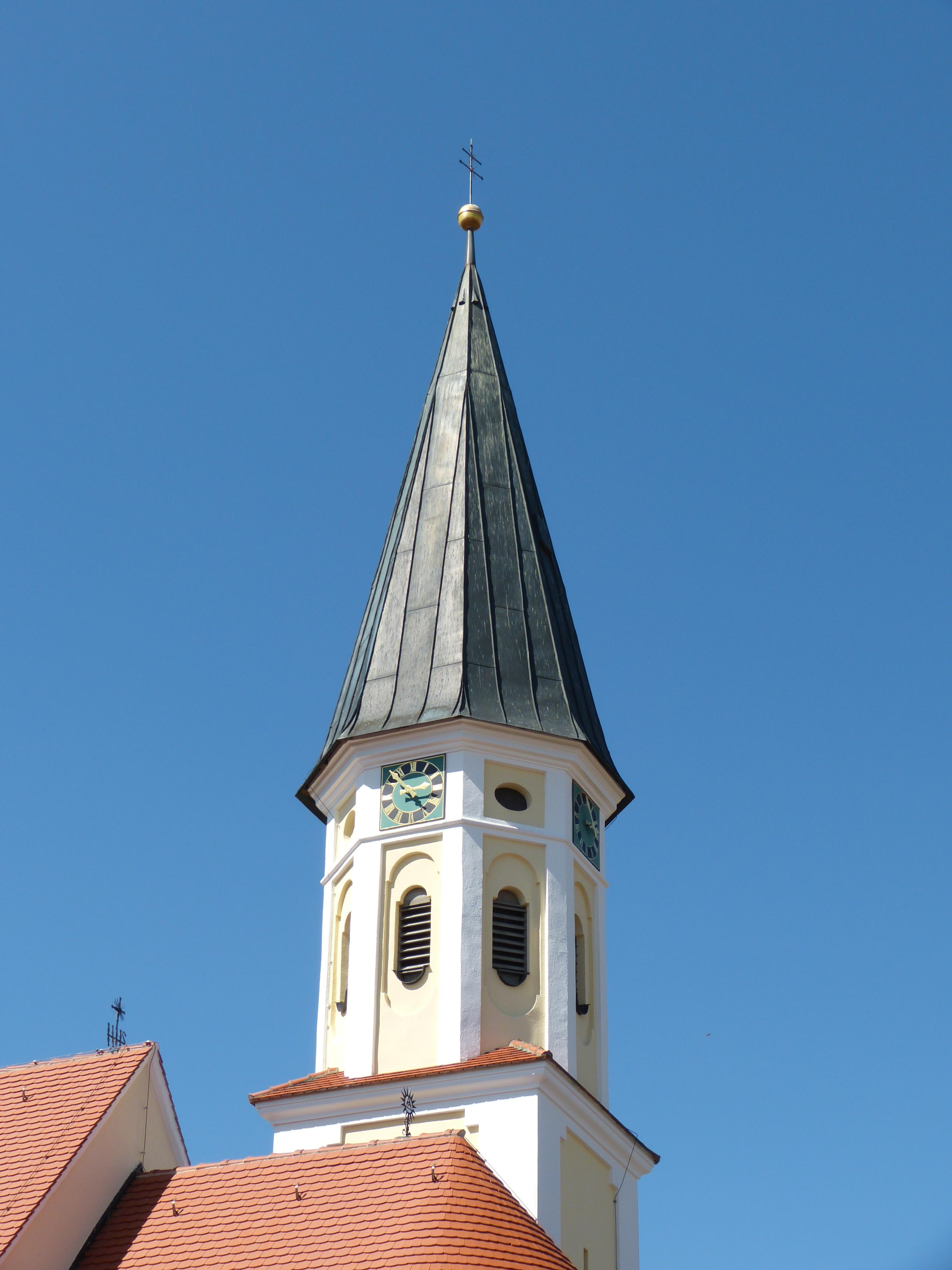
Turm

Der Chor ist eingezogen und besitzt einen halbrunden Schluss. An den südlichen Chorbogen grenzend befindet sich eine stichbogige Türe, die in die Sakristei führt. Das Türblatt wurde um 1763 geschaffen und besitzt zwei Schweiffelder. Über der Türe befindet sich eine stichbogige Oratioriumsöffnung. Über einen tonnengewölbten Durchgang an der Nordseite des Chores gelangt man zum Turm. Der Fußboden besteht aus Solnhofer Platten, die im Rosenspitzmuster verlegt wurden.
Das Langhaus ist als Saalbau gestaltet. Die Ostecken sind abgerundet. Die Decke ist im Chorraum wie im Langhaus eine Spiegeldecke mit von Profilen gesäumten Vouten. Je zwei rundbogige Fenster befinden sich an beiden Seitenwänden im Chorraum. Das Hauptschiff besitzt an jeder Seitenwand drei gleichartige Fenster. Die Fenster an der Westachse sind durch die auf rot marmorierten Holzsäulen stehende Empore überschnitten. Im Westen befindet sich eine Stichbogentüre. Der Fußboden besteht ebenfalls aus im Rosenspitzmuster verlegten Solnhofer Platten. Lediglich der Westteil ist mit langgestreckten Sechseckplatten belegt.
Der Turm hat einen quadratischen Grundriss, vier Geschosse und befindet sich im nördlichen Winkel von Chor und Langhaus. Das Erdgeschoss besitzt ein Kreuzgratgewölbe. An den drei oberen Geschossen befinden sich Rechteckblenden mit einspringenden Ecken sowie rechteckige Schlitzöffnungen. Zwischen den Geschossen sind Profilgesimse angebracht. Den Abschluss bildet ein Karniesgesims. Das Oberteil des Turmes ist achteckig mit schlanken Rechteckblenden. Darin befinden sich oben und unten eingezogene rundbogige Blenden mit ebensolchen kleineren Schallöffnungen. Einem Wulstgesims folgt ein niedriges Geschoss mit Rechteckblenden, Querovalöffnungen und einem reich profilierten Kranzgesims. Der aus Blech gefertigte achtseitige Spitzhelm schließt den Turm ab.
Die Sakristei südlich von Chor und Langhaus-Ostende ist ein zweigeschossiger Anbau mit rechteckigen Fenstern, profiliertem Traufgesims und Walmdach. Sie besitzt eine Flachdecke, das inliegende Oratorium hat eine flache Holzdecke. Vor dem Westeingang des Langhauses steht ein modernes Vorzeichen. Nord- und Südeingang haben stichbogige Türen. Im Westen befindet sich eine apsidiale Erweiterung mit Satteldach und einer Lourdes-Grotte im Inneren.

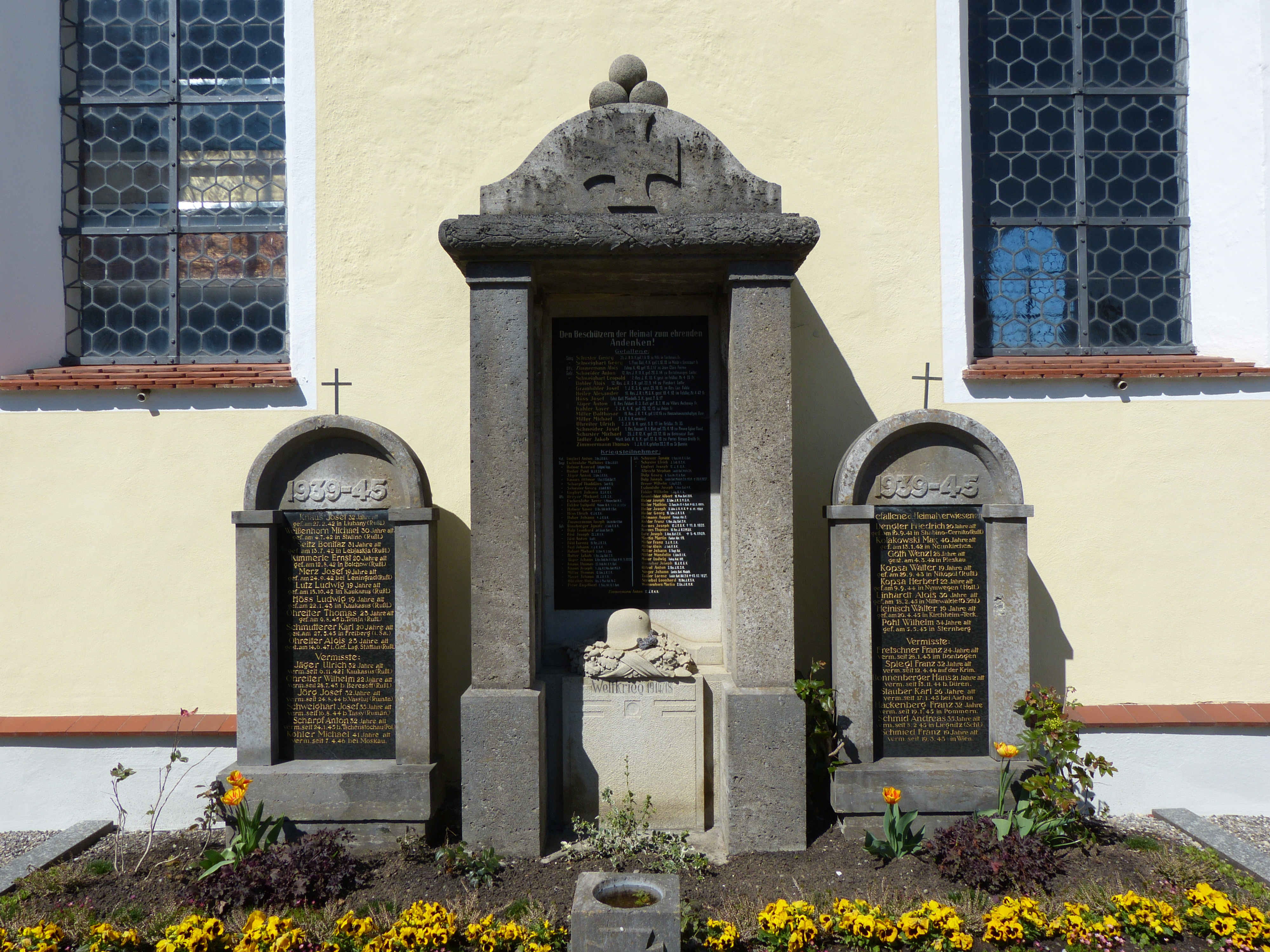
Kriegerdenkmal an der Südwand
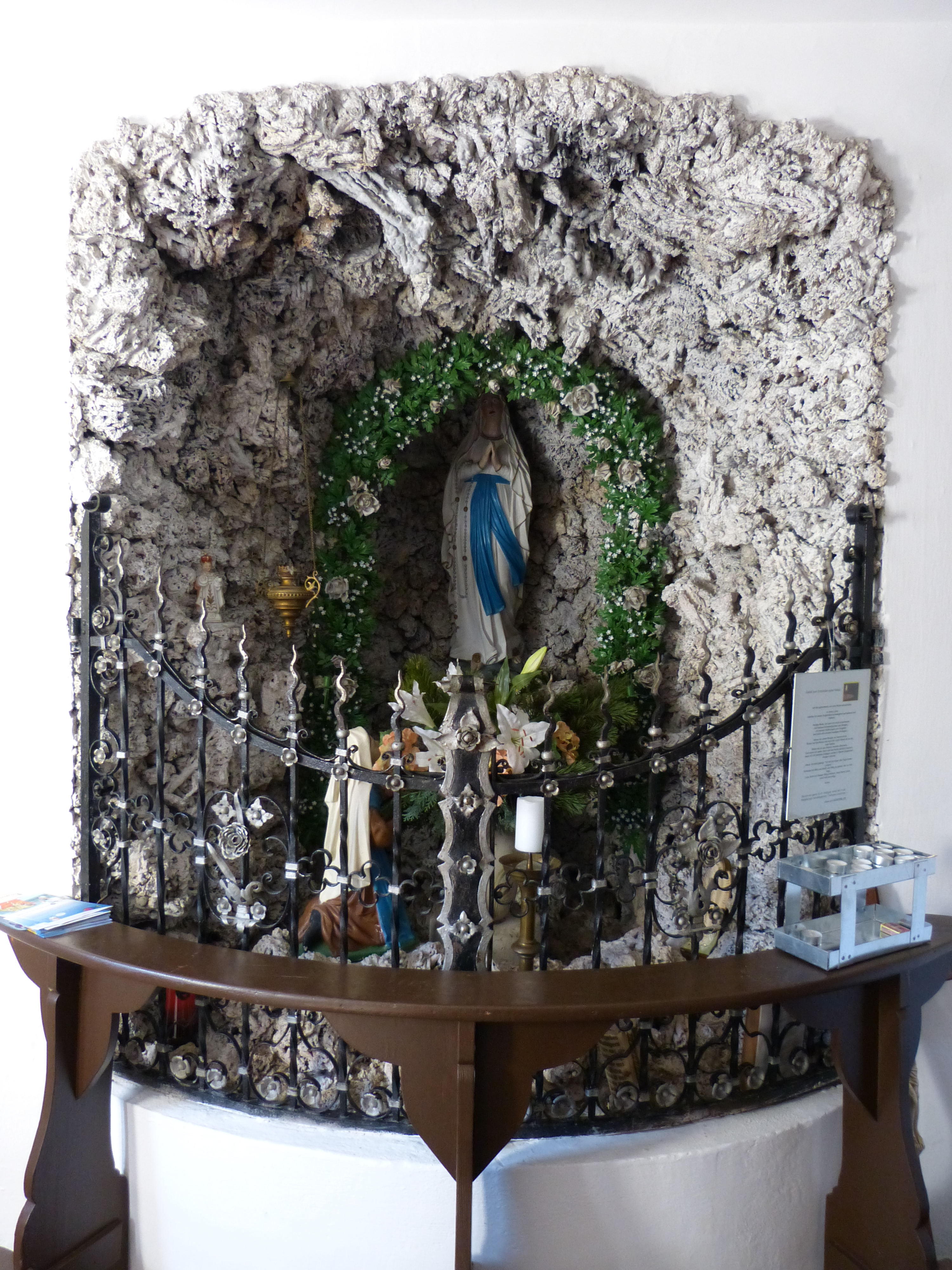
Lourdesgrotte im Vorzeichen